# Rubus pumilus
Rubus pumilus är en rosväxtart som beskrevs av Wilhelm Olbers Focke. Rubus pumilus ingår i släktet rubusar, och familjen rosväxter. Inga underarter finns listade i Catalogue of Life.